# Selenops rosario
Espèce
Selenops rosario est une espèce d'araignées aranéomorphes de la famille des Selenopidae.

## Distribution
Cette espèce est endémique de Cuba. Elle se rencontre dans les provinces de  Pinar del Río et d'Artemisa dans la Sierra del Rosario.

## Description
La femelle holotype mesure 12,70 mm.

## Étymologie
Son nom d'espèce lui a été donné en référence au lieu de sa découverte, la Sierra del Rosario.

## Publication originale
- Alayón, 2005 : La familia Selenopidae (Arachnida: Araneae) en Cuba. Solenodon, vol. 5, p. 10-52.